# Nataša Jonoska
Nataša Jonoska (Macedonia del Norte, 1961) es una matemática y profesora de la Universidad del Sur de Florida conocida por su trabajo en ADN de computación.  Su investigación es sobre cómo la biología transforma la computación, "en particular utilizando modelos formales como celulares u otros tipos finitos de autómatas, la dinámica simbólica de la teoría del lenguaje formal y la teoría de gráficos topológicos para describir la computación molecular".
Recibió su licenciatura en matemáticas y ciencias de la computación de Universidad Santos Cirilio y Metodio de Skopie en Yugoslavia (ahora Macedonia del Norte ) en 1984. Obtuvo su doctorado en matemáticas en la Universidad Estatal de Nueva York en Binghamton en 1993 con la disertación "Sincronización de representaciones de sistemas Sofic ".  Su asesor de tesis fue Tom Head.
En 2007, ganó el Premio Rosenberg Tulip en ADN de computación por su trabajo en aplicaciones de la teoría de autómatas y la teoría de grafos a la nanotecnología de ADN. Fue elegida becaria AAAS en 2014 por los avances en la comprensión del procesamiento de la información en el autoensamblaje molecular. Es miembro de la junta directiva de muchas revistas, entre ellas, Teórico Informático, la Revista Internacional de Fundamentos de Informática, Computabilidad y Computación Natural.

## Publicaciones notables
- J. Chen, N. Jonoska, G. Rozenberg, (eds).  Nanotecnología: ciencia y computación, Springer-Verlag 2006.
- N. Jonoska, Gh. Paun, G. Rozenberg, (eds.). Aspectos de la computación molecular LNCS 2950, Springer-Verlag 2004.
- N. Jonoska, NC Seeman, (eds.). Informática de ADN, documentos revisados de la 7ª Reunión internacional sobre computadoras basadas en ADN , LNCS 2340, Springer-Verlag 2002.
- N. Jonoska. Autómatas, idiomas y dinámica simbólica (∼90 páginas) en preparación.